# Полк спеціальних операцій Корпусу морської піхоти (США)
Полк спеціальних операцій Корпусу морської піхоти (США) (англ. Marine Special Operations Regiment) — військове формування, полк морської піхоти сил спеціальних операцій корпусу морської піхоти США, які входить до складу Командування сил спеціальних операцій корпусу морської піхоти для виконання різнорідних спеціальних операцій.

## Призначення
Полк спеціальних операцій Корпусу морської піхоти розпочав своє формування у 2006 році, й до наступного року завершив процес формування. До складу полку структурно входять 3 батальйони: 1-й, 2-й та 3-й рейдерські батальйони морської піхоти.
Основним призначенням знов створеного полку є підготовка сил спеціальних операцій для виконання ними завдань спецоперацій, а саме ведення спеціальної розвідки, проведення прямих акцій, надання військової допомоги дружнім силам оборони, участь в інформаційних операціях, а також у боротьбі з тероризмом.

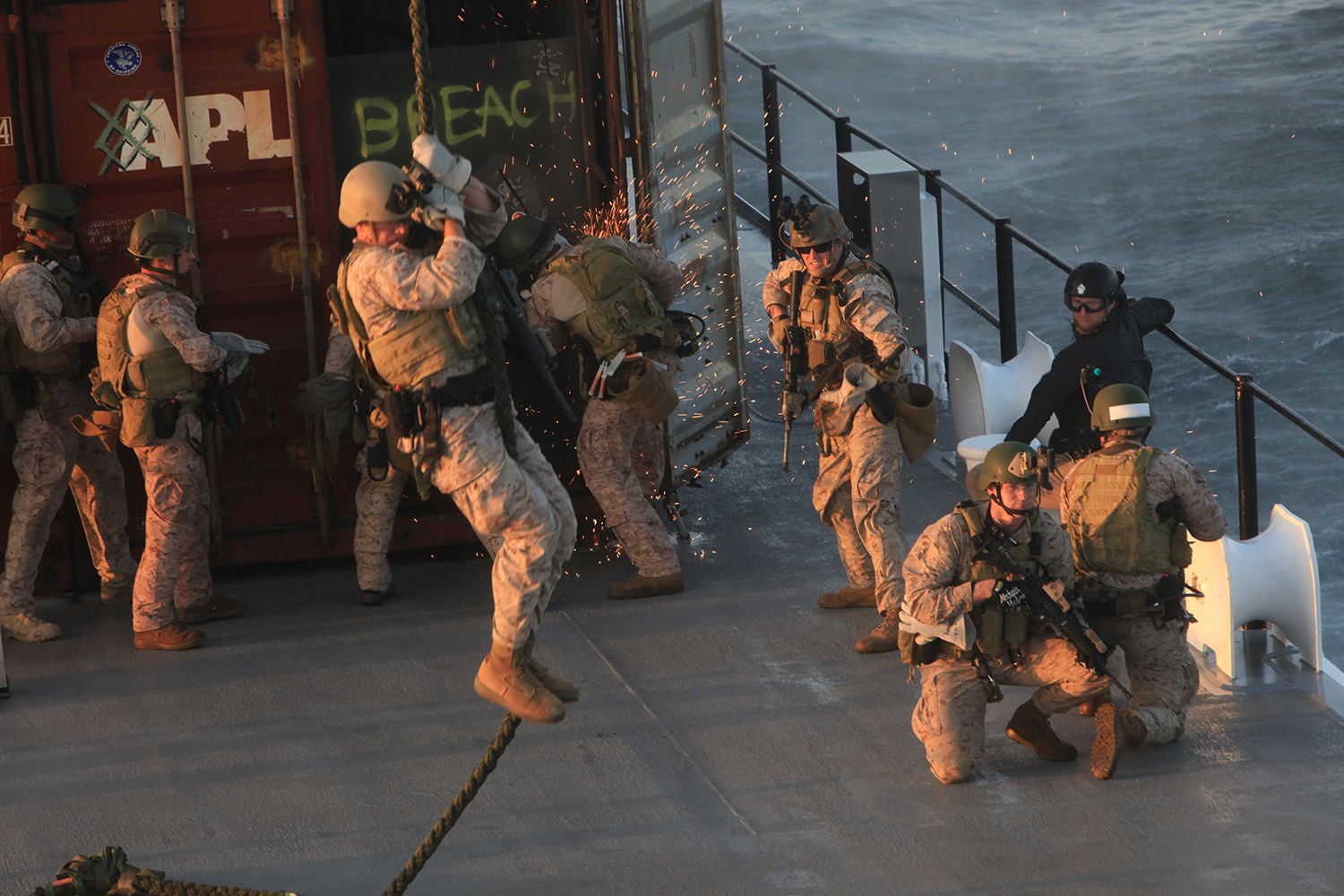
Морські піхотинці 1-го батальйону морської піхоти полку здійснюють спуск методом «фаст-роп» на палубу судна з борту вертольота CH-47 160-го авіаційного полку спеціальних операцій армії США

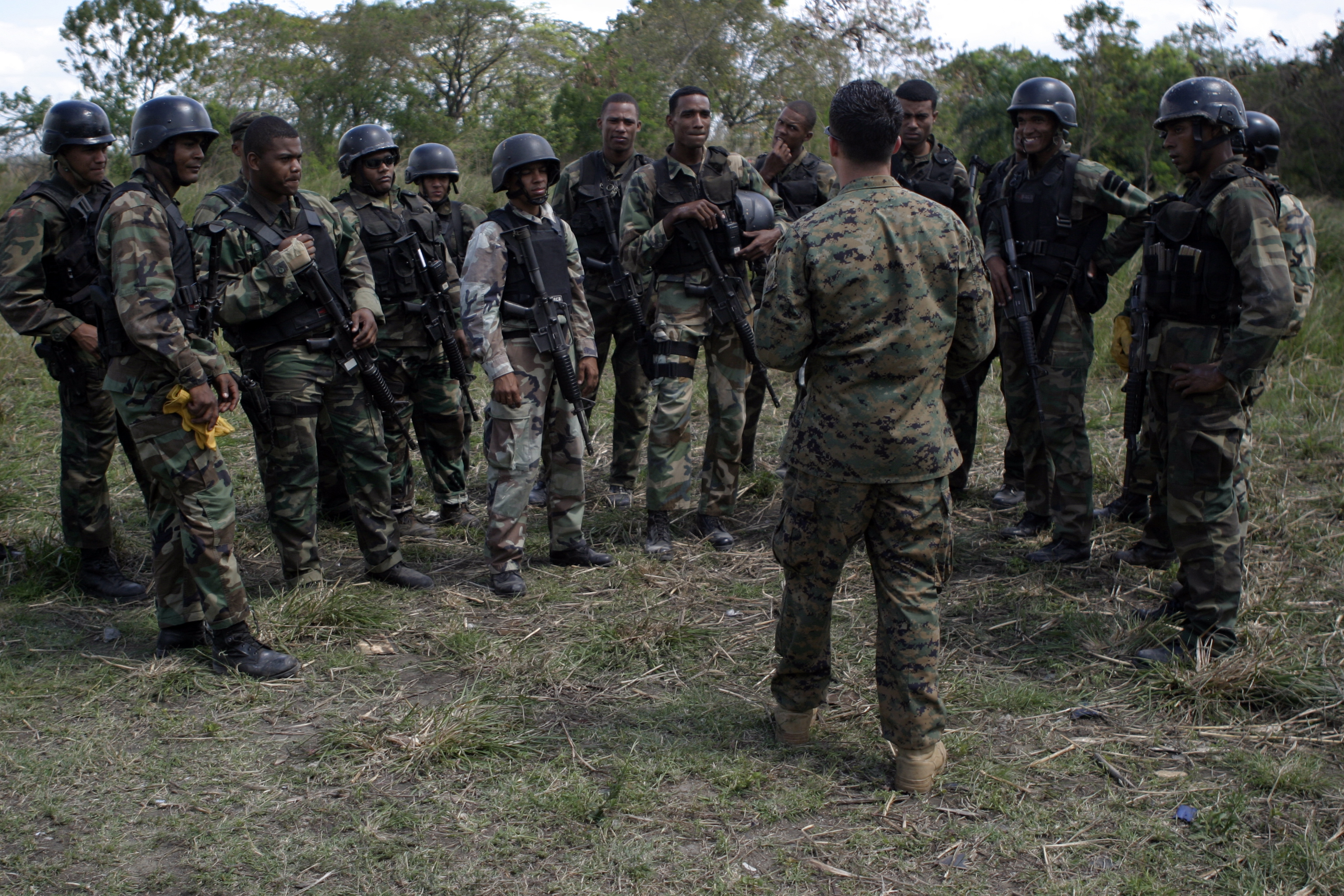
Морські піхотинці проводять тренування зі спецпідрозділом по боротьбі з тероризмом Домініканської Республіки (Військова допомога дружнім силам оборони). 9 березня 2009

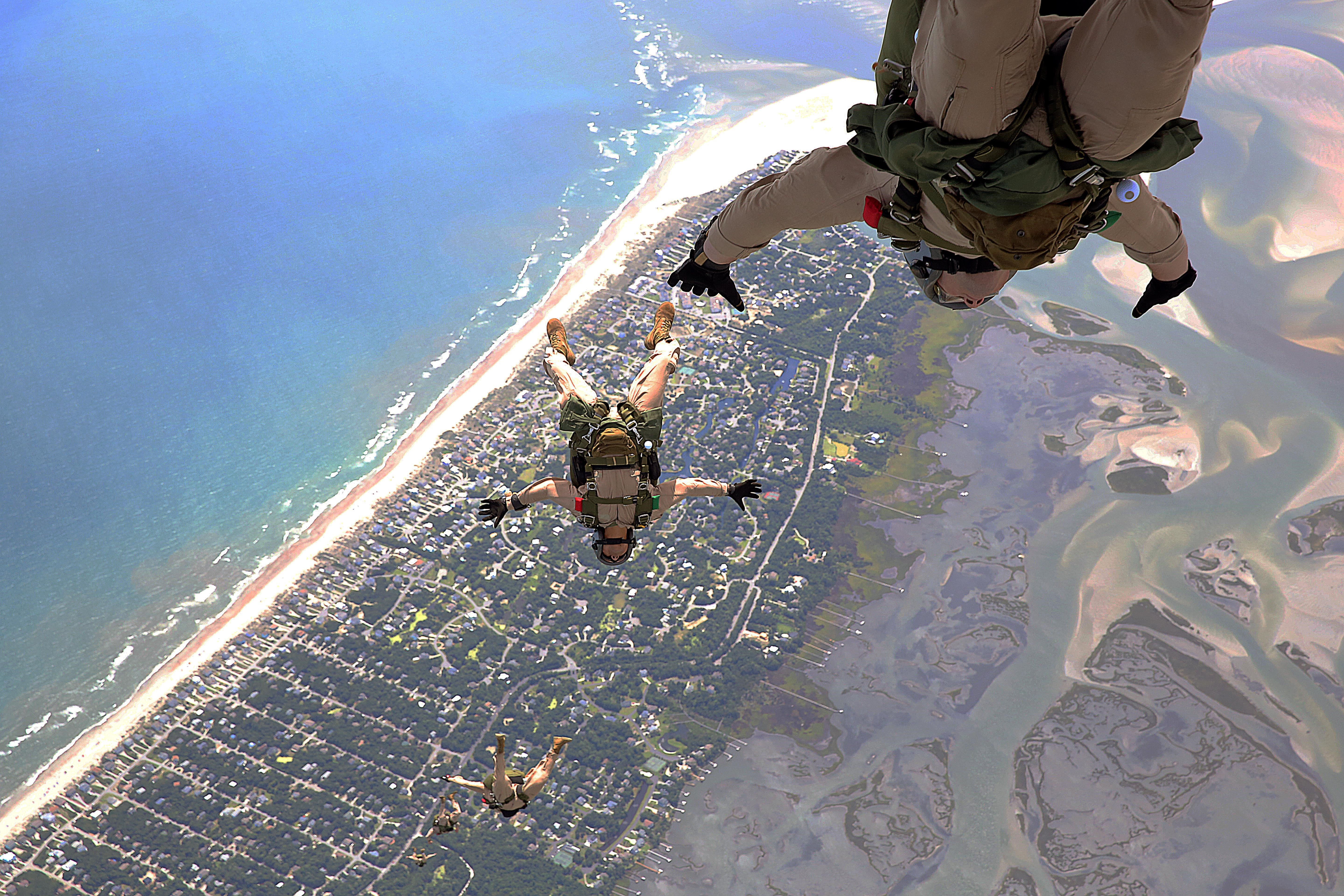
Морські піхотинці здійснюють стрибок з парашутом типу HALO на військовій базі в Кемп-Пендлтон, Каліфорнія